# Váncsfalva
Váncsfalva (románul: Oncești, jiddisül אונצ'שט) község Romániában, Máramaros megyében, a történeti Máramarosban.

## Nevének eredete
Magyar és román nevét is a Váncs, később Váncsfalvi család alapítójáról kapta (Vancea, Oancea). Korábbi neve Váralja volt (1360, p. olachalis Waralia). 1405-ben Vanchukfalua, 1408-ban Varalya alio nomine Vanchokfalva, 1605-ben Váncsfalua néven fordult elő.

## Fekvése
Az Iza mentén három km hosszan elnyúló falu Máramarosszigettől 12 km-re délkeletre. A község legmagasabb pontja, az Osoiul 717 méterrel emelkedik a tenger szintje fölé.

## Népessége

### A népességszám változása
Népessége 1880-tól a 20. század második feléig növekedett, 1992 óta viszont egyértelműen fogy.

### Etnikai és vallási megoszlás
- 1880-ban 1070 lakosából 970 volt román, 72 német (jiddis) és 28 egyéb (cigány) anyanyelvű; 978 görögkatolikus, 67 zsidó és tíz római katolikus vallású.
- 2002-ben 1549 román nemzetiségű lakosából 1217 volt ortodox, 160 görögkatolikus és 160 pünkösdi hitű.

## Története
Nagy Lajos 1360-ban adományozta Farksztán fia Váncsoknak Váralja olachalis birtokának nyugati felét, amelyre a későbbi Váncsfalva települt. Később román kisnemesi falu volt Máramaros vármegyében, családai közül kiemelkedtek a vármegyei közéletben jelentős szerepet játszó Jurák. 1691 előtt Kricsfaluból érkezett a faluba az a fatemplom, amely 1974 óta a máramarosszigeti szabadtéri néprajzi múzeumban áll. A hagyomány szerint a templomot idetelepedő kricsfalusiak hozták magukkal. Ugyancsak a helyi hagyomány szerint lakói egy része 1700 körül Tőkésbányára költözött. 1720-ban tizenkét nemesi és két jobbágytelkét írták össze. 1965-ben Barcánfalva községhez tartozott, 2004-ben kivált és önálló községgé alakult.
A mai ortodox templom 1937–39-ben, a görögkatolikus 2000-ben épült.

## Nevezetességek
- A falutól két és fél kilométerre északkeletre, a 414 méter magas Cetățeaua tetején 14. vagy 15. században épült vár lakótornyának maradványai. A hét és fél méteres oldalhosszúságú, két méteres falvastagságú épületből az egyik oldal romjai maradtak fenn.[2] Radu Popa szerint szinte teljesen megegyező lehetett a reketyefalvi lakótoronnyal.[3]
- Faragott máramarosi nagykapuk.
- Egy vasas és egy vasas–kénes ásványvízforrás.
- Bartók Béla az 1913 márciusában a helyi Pătru Drăguş nevű cigányhegedűs által, gitárkísérettel fonográfra játszott medvetáncot a Szonatina második tételében, az oșăneștét pedig a II. rapszódia friss tételében dolgozta fel.[4]
- 2011 augusztusa óta a falu mellett sportrepülőtér működik.[5]